# Lijst van gouverneurs van Jönköpings län
Dit is een lijst van gouverneurs van de provincie Jönköpings län in Zweden, in de periode 1634 tot heden. Jönköpings län is een län, een provincie in het zuiden van Zweden. Het Zweeds voor gouverneur is landshövding.
1. Bengt Kafle 1634–1636
2. Bengt Bagge 1636–1639
3. Knut Soop 1639–1645
4. Bengt Ribbing 1645–1653
5. Gustaf Posse 1653–1658
6. Johan Printz 1658–1663
7. Gustaf Ribbing 1663–1672
8. Hans Georg Mörner 1672–1685
9. Robert Lichton 1685–1687
10. Erik Dahlbergh 1687–1693
11. Nils Gyllenstierna 1693–1696
12. Mårten Lindhielm 1696–1716
13. Georg Reinhold Patkull 1716–1718
14. Anders Leijonhielm 1718–1727
15. Johan von Mentzer 1728–1746
16. Anders Tungelfeldt 1747–1751
17. Ludvig von Saltza 1751–1762
18. Claes Erik Silfverhielm 1762–1778
19. Fredric Ulric Hamilton 1778–1795
20. Eric Johan de la Grange 1795–1801
21. Johan Axel Stedt 1801–1805
22. Eric Gustaf Boije 1805–1815
23. Lars Hierta 1815–1835
24. Claes Gabriel Bergenstråhle 1835–1855
25. Arvid Gustav Faxe 1856–1870
26. Carl Ekström 1870–1888
27. Robert Dickson 1843–1924|Robert Dickson 1888–1892
28. Hjalmar Palmstierna 1892–1906
29. Fredrik Pettersson 1906–1922
30. Carl Malmroth 1922–1934
  - Jakob Spens waarnemend, 1923–1924
31. Felix Hamrin 1934–1937
32. Olle Ekblom 1938–1957
33. Allan Nordenstam 1957–1963
34. Sven af Geijerstam 1964–1979
35. Gösta Gunnarsson 1980–1997
36. Birgit Friggebo 1998–2004
  - Bo Landholm waarnemend, 2004
37. Lars Engqvist 2004–2010
38. Minoo Akhtarzand 2010–2016
  - Anneli Wirtén waarnemend, 2016
39. Håkan Sörman 2016–2017
  - Anneli Wirtén waarnemend, 2017–2018
40. Helena Jonsson gouverneur|Helena Jonsson sinds 2018

Blekinge län · Dalarnas län · Gävleborgs län · Gotlands län · Hallands län · Jämtlands län · Jönköpings län · Kalmar län · Kronobergs län · Norrbottens län · Örebro län · Östergötlands län · Skåne län · Södermanlands län · Stockholms län · Uppsala län · Värmlands län · Västerbottens län · Västernorrlands län · Västmanlands län · Västra Götalands län